# Alameda de Hércules

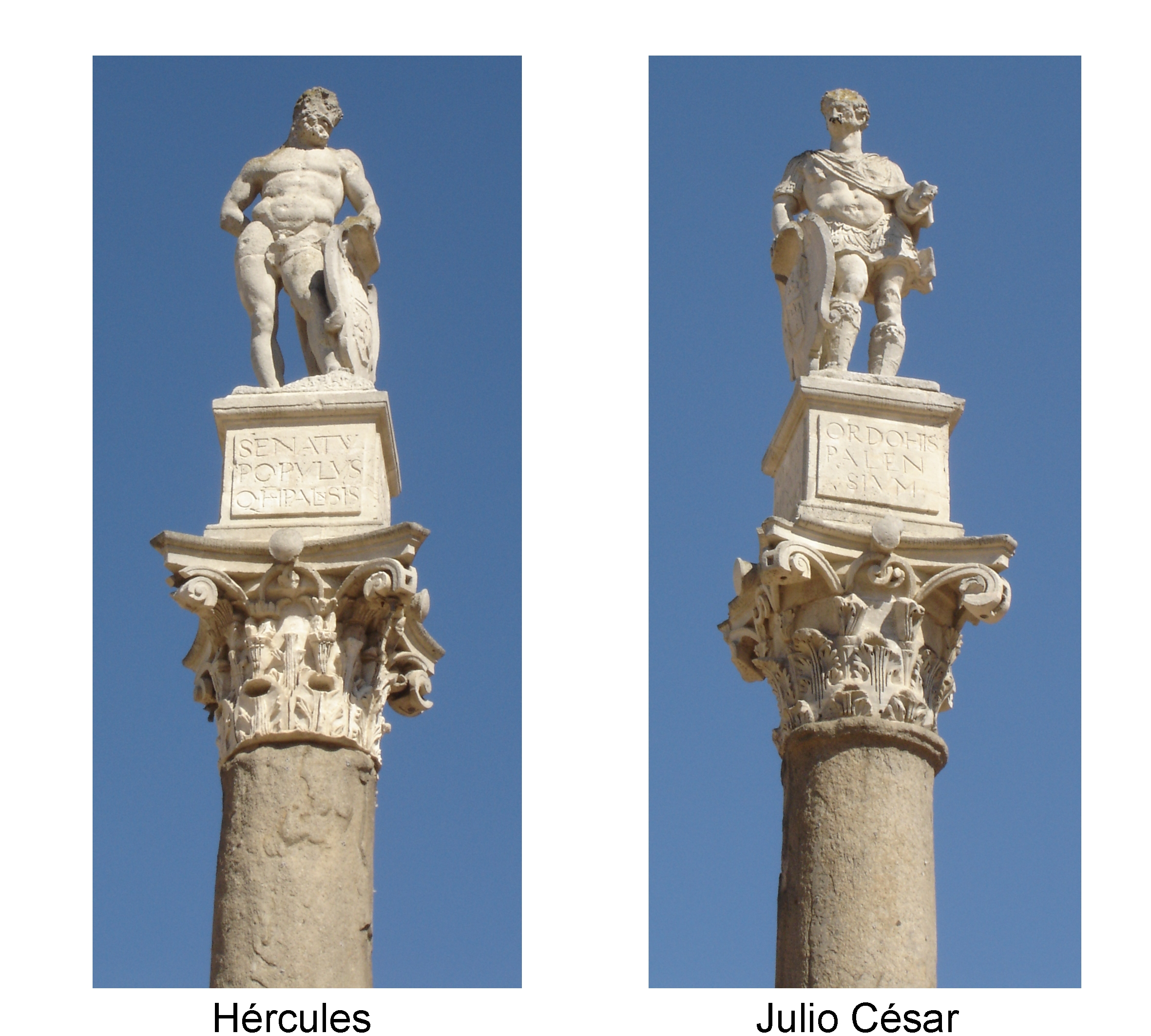
Columnas romanas con las estatuas de Hércules y Julio César

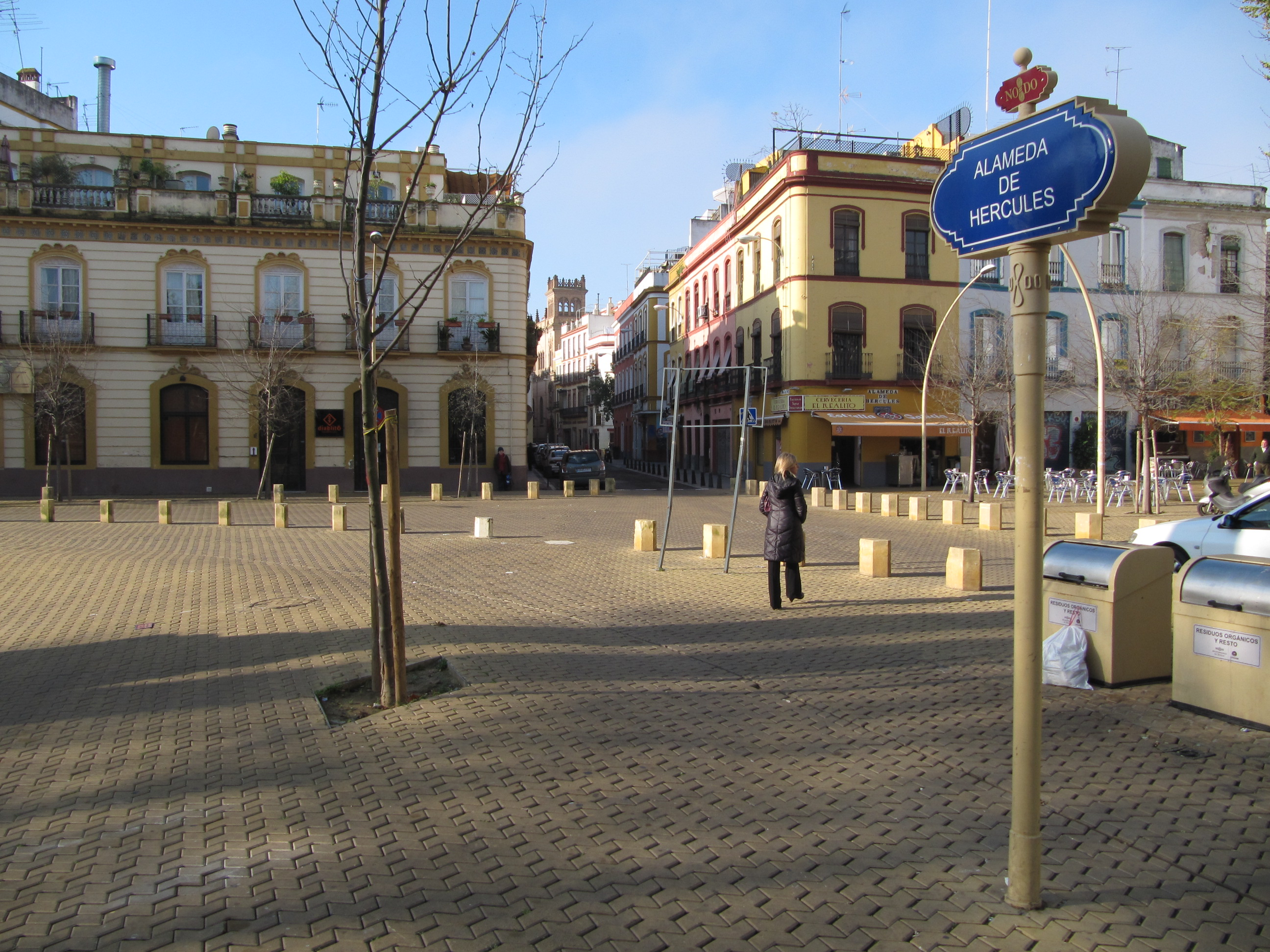
Cartel indicativo

La Alameda de Hércules es una importante alameda o jardín público situado en el centro histórico de Sevilla, España, y por su antigüedad (1574) se clasifica como el más antiguo jardín público del país y de Europa. El amplio jardín de la Alameda de Hércules es el más extenso de los espacios públicos localizados en el interior del casco antiguo de la ciudad. Se encuentra ubicado en el extremo norte de la urbe amurallada, cercana al río Guadalquivir por un lado y próximo al barrio de la Macarena por otro. 
Este jardín fue tomado como modelo por otras ciudades a ambos lados del Atlántico. En él se inspiraron las alamedas de San Pablo de Écija (1578), la Alameda de los Descalzos de Lima (1611) y la Alameda Central de Ciudad de México (1592).

## Antecedentes

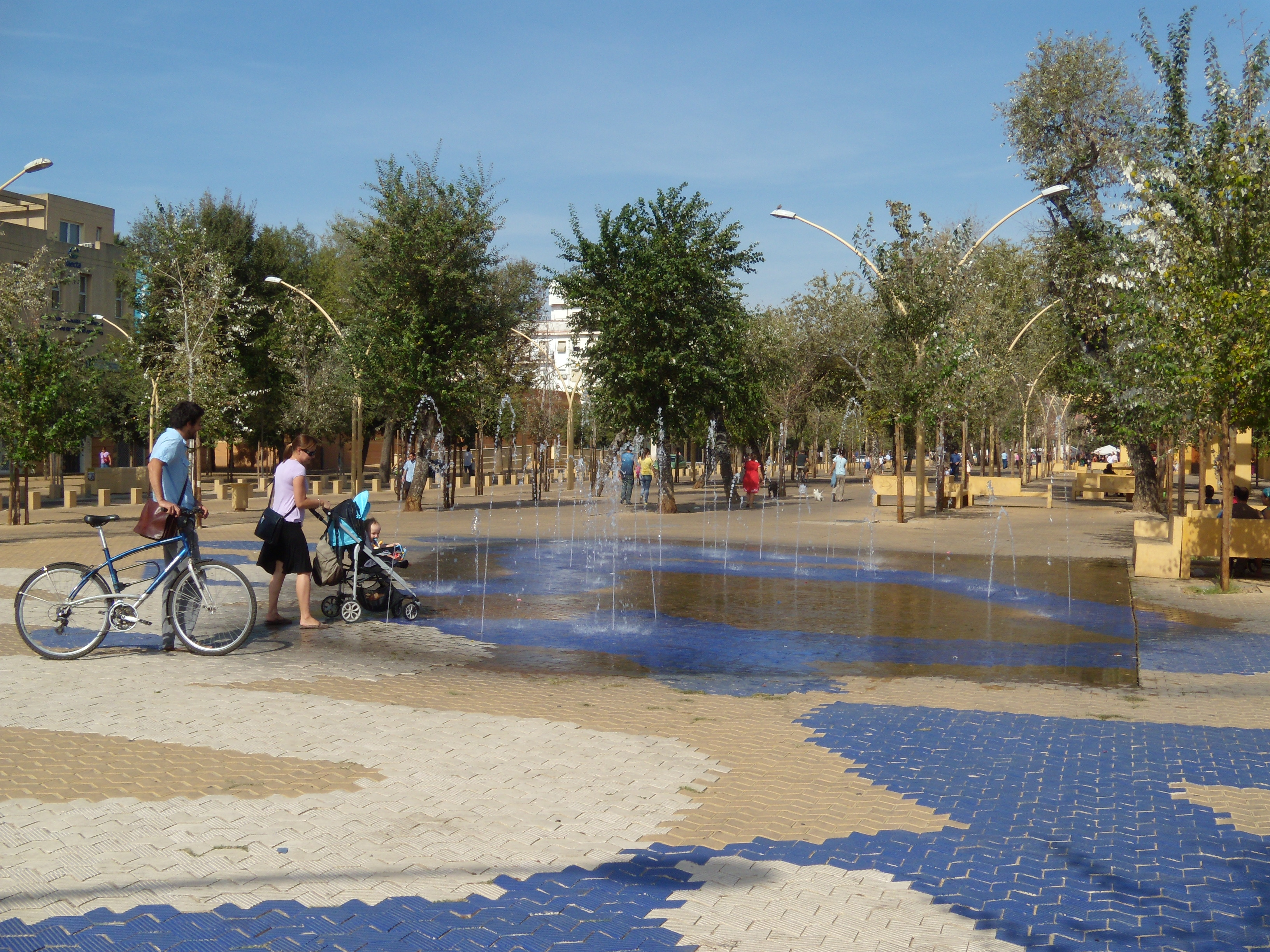
Fuentes en superficie

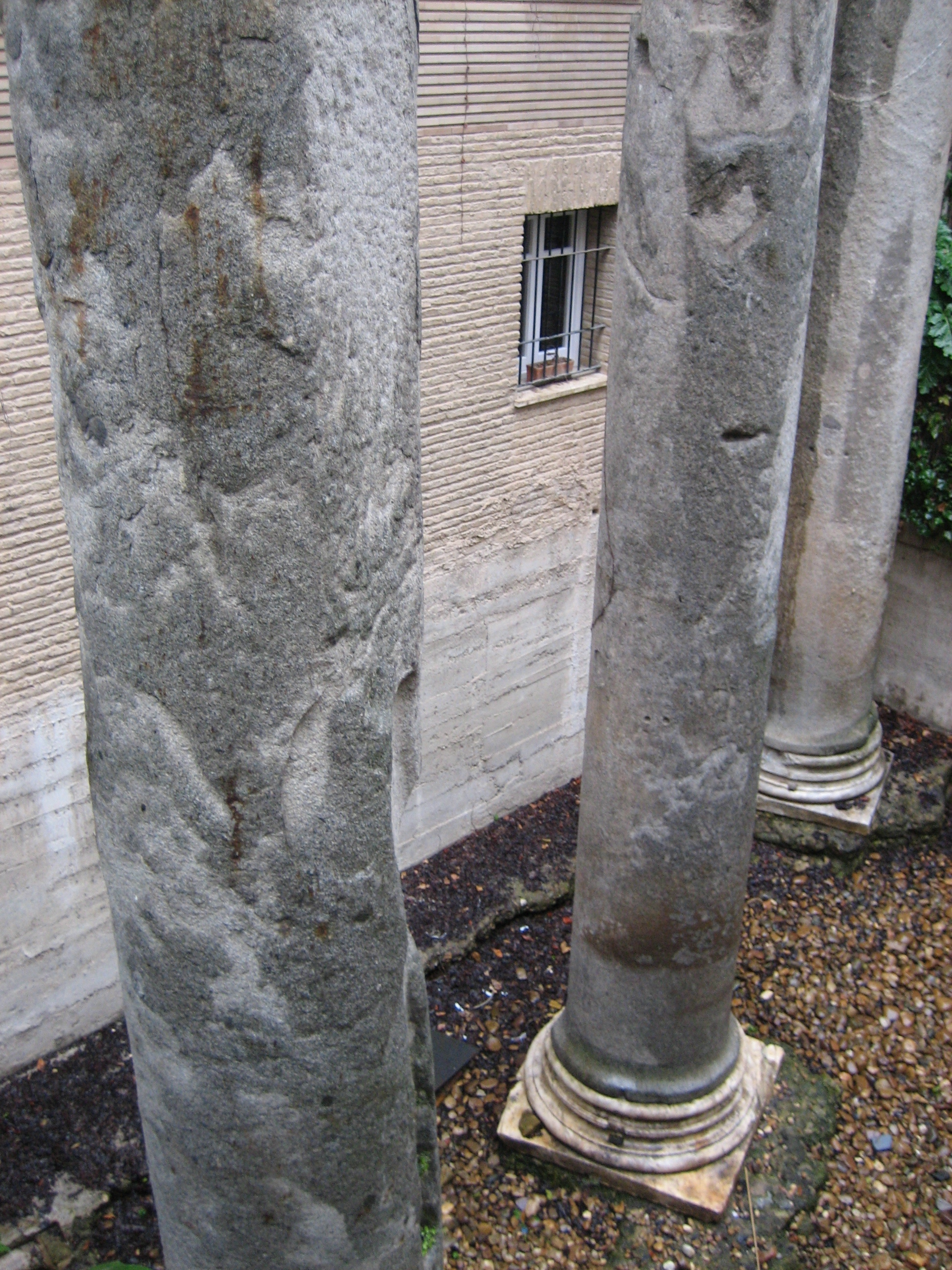
Las otras tres columnas del templo de la calle Mármoles

El origen de la Alameda debemos buscarlo en el antiguo cauce del río Guadalquivir que atravesaba de norte a sur lo que actualmente es el centro de la ciudad, comenzando su entrada por la zona de la Alameda y terminando en la zona de la Catedral. Dicho cauce fue trasladándose al oeste con el paso de los años, formando el actual meandro y permitiendo el progresivo avance del núcleo urbano primitivo hasta llegar a su situación actual. La Alameda es una zona baja en la que se acumulaba el agua del río cuando este se desbordaba, quedando en su lugar una laguna de agua estancada junto a las primitivas murallas de origen romano. Esta laguna quedaría intramuros, al ampliarse la muralla en época almorávide (siglo XI) conociéndose desde la conquista de Fernando III como La Laguna o La Laguna de la Feria por su proximidad a ésta.
Por otro lado, según una leyenda no documentada, cuando Leovigildo fue designado en 584 para reinar, al año siguiente 585 su hijo Hermenegildo se convirtió al catolicismo -frente al arrianismo de reyes anteriores- y se autoproclamó rey en la ciudad, sublevándose contra su padre. Leovigildo hizo cambiar el curso del Guadalquivir, cortando el paso de agua al brazo menor del río que circulaba por la actual Alameda de Hércules a fuerza de obstaculizar su paso para provocar la sequía a los habitantes de la ciudad.

## Historia
En 1574 el conde de Barajas drenó con acequias los terrenos donde se iba a construir la alameda, los cuales se inundaban a menudo con las aguas que allí se acumulaban de los asiduos desbordamientos del río, los remanentes de las fuentes públicas y las aguas residuales de escorrentía, lo adornó con estatuas y fuentes y lo pobló con hileras de árboles. Nombró a un alguacil que lo vigilara, encomendó el riego y limpieza a los aguadores que vendían el agua de gran calidad de las fuentes, procedente del manantial del Arzobispo. 
En el extremo sur se colocaron en abril de 1574 dos columnas, muestra de la incuestionable admiración por los restos arqueológicos romanos de la época. Estas columnas provienen de un edificio situado en la calle Mármoles (del que aún existen otras tres columnas en la citada calle) y de su traslado se encargó el maestro fundidor Bartolomé Morel. A su vez estas columnas habían sido reutilizadas en dicho edificio, por lo que se cree que pudieran provenir del Traianeum de Itálica. Sobre las mismas se colocaron dos esculturas realizadas por Diego de Pesquera, de Hércules (fundador mítico de la ciudad) y Julio César (restaurador de Híspalis). El primero era una copia del Hércules Farnesio, de tamaño monumental próximo al real de la copia romana procedente de las Termas de Caracalla. Dicha copia de 1574 es la primera en mármol de gran tamaño realizada en Europa del héroe tebano, que tanto éxito tuvo desde su descubrimiento (1546) de la mayor parte de la pieza escultórica, la cual estaba incompleta por falta de la cabeza (aparecida en un pozo del Trastévere, ca. 1550) y piernas (aparecidas en 1560 en las Termas de Caracalla).
Además, dichas esculturas representaban a los dos monarcas de la nueva casa reinante en España. Así, Hércules representa al emperador Carlos I y Julio César representa a su hijo Felipe II, y ambos cierran la composición arquitectónica del monumento mirándose, lo que de manera invisible cierra el conjunto al estilo de los arcos de triunfo romanos. Terminado así el primer monumento civil de Sevilla, en el cual se resalta la grandeza pasada de la ciudad y además se destaca igualmente a la nueva monarquía, pues Carlos I había usado en su escudo las dos columnas de Hércules que actualmente se mantienen en el escudo de España. El 28 de diciembre de 1574 se dio por concluida la nueva Alameda, aunque siempre fue necesaria su renovación a lo largo de los años.
A pesar de la muralla y de las infraestructuras de drenaje acometidos, la Alameda siguió constituyendo una de las zonas más inundables de la ciudad, por su cercanía al río y por su baja cota. A título de ejemplo en el año 1649, año de la fatídica epidemia de peste que asoló Sevilla, se relata que la Alameda estaba tan inundada que se navegaba por ella con barcos.
En 1764, 190 años después de su inauguración, se iniciaron nuevas obras de gran importancia promovidas por el Asistente Larumbe, que consistieron en la plantación de más de 1600 álamos, el aumento del número de fuentes a seis y la colocación en la zona norte de dos nuevas columnas que el escultor Cayetano de Acosta realizó y erigió rematadas con dos leones portando cada uno de ellos un escudo, el de España y el de Sevilla. En ella se comenzaron a celebrar las fiestas locales de la velada de San Juan y San Pedro, en sustitución de las fiestas locales del Corpus Christi. Estas nuevas fiestas de finales del mes de junio fueron el precedente de las después famosas fiestas locales de la feria de Abril.

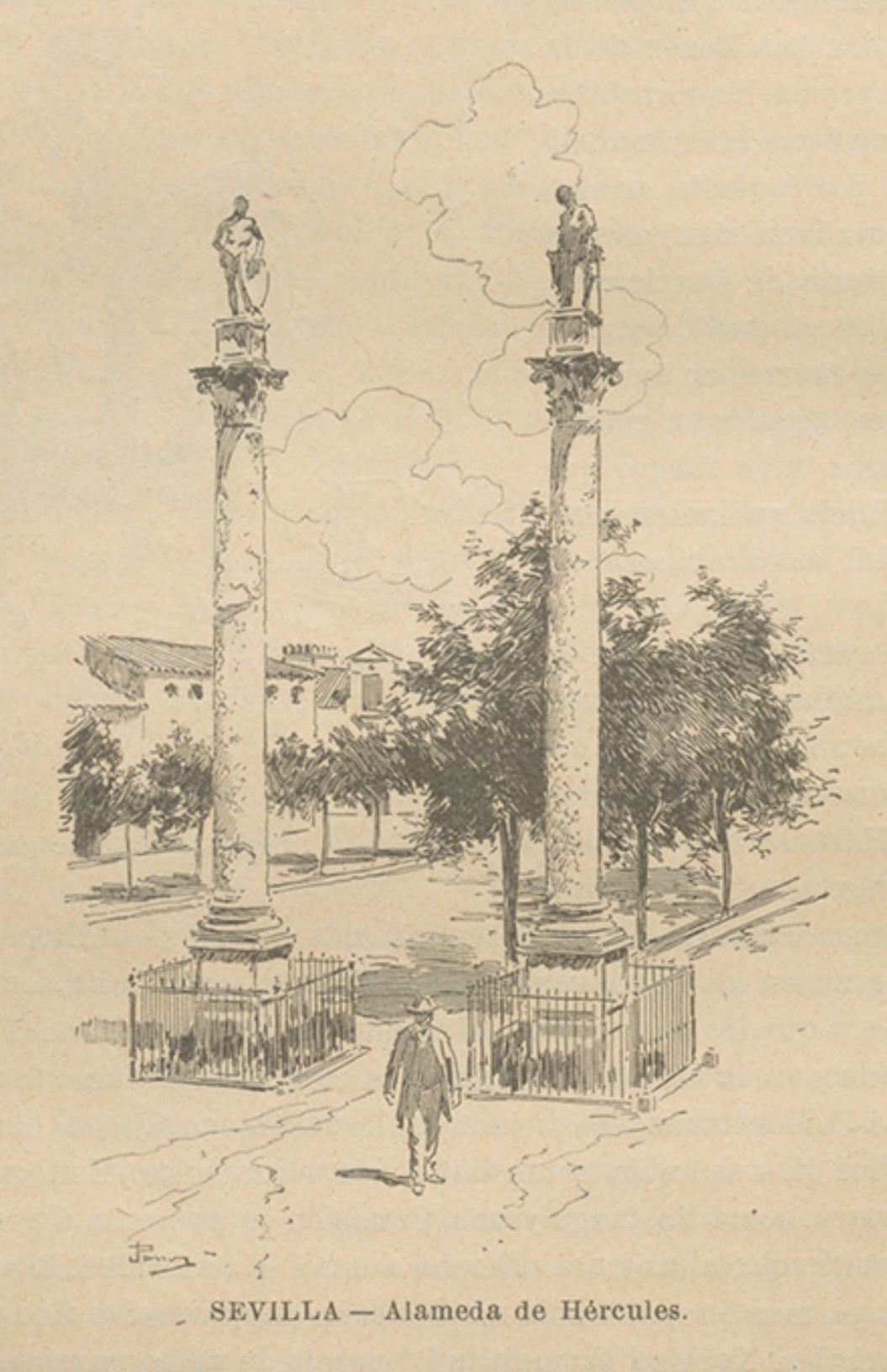
Alameda de Hércules en Historia de España en el siglo XIX

En 1876 los pedestales de las columnas se protegieron del público con verjas. En 1885 se colocó junto a las columnas de los leones una fuente de mármol, conocida popularmente como "la Pila del Pato", que se encontraba en el siglo XIX en la plaza de San Francisco, junto al Ayuntamiento. Esta fue trasladada luego a otro lugar de la ciudad y actualmente está en la plaza de San Leandro. A finales del siglo XIX, la Alameda presentaba su mejor estado, siendo convertida en un Paseo lleno de teatrillos, quioscos y puestos, que desaparecerían tras la Guerra Civil.
Durante el último cuarto del siglo XX, se celebraba un mercadillo, ya desaparecido. Por la noche es una animada zona de copas y restaurantes, estando casi completamente erradicada la prostitución por la que fue famosa durante mucho tiempo. Según datos del año 1989, existían unos 35 prostíbulos en la zona.
En diciembre de 2008 se terminaron oficialmente las obras de remodelación urbanística de esta zona, que provocaron una alteración de los restos de un jardín histórico que, aunque descuidado, permanecía básicamente inalterado. Las mismas han supuesto una restricción del tráfico de vehículos y se eliminó el albero que cubrió su suelo durante el siglo XX y las verjas que protegían del público a los pedestales de las columnas. El espacio se completó con la instalación de varias fuentes y surtidores.

## Inundaciones

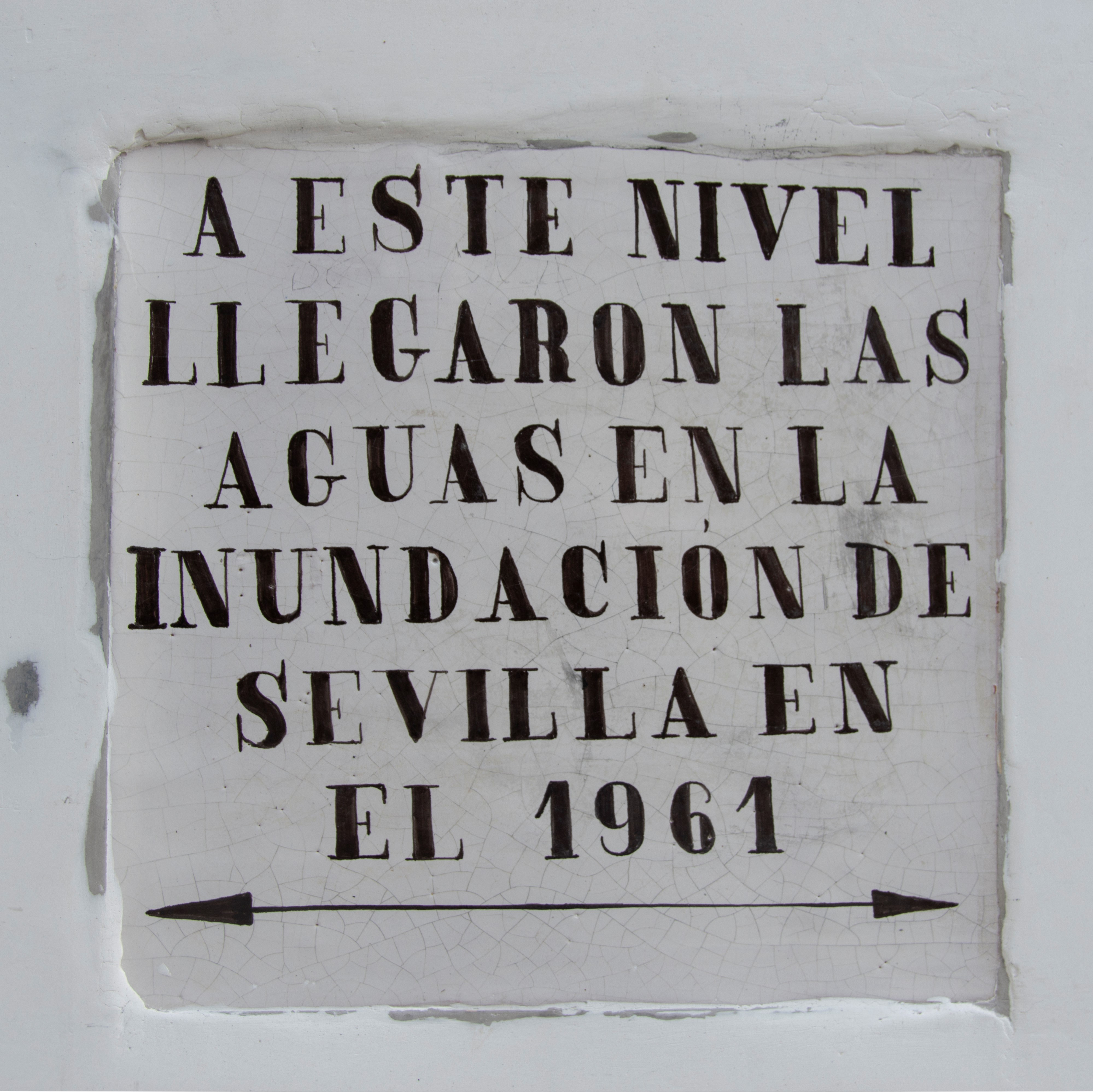
Azulejo situado en la Alameda de Hércules de Sevilla que señala el nivel que alcanzaron las aguas en la inundación de 1961.

La zona de la Alameda a pesar de la colmatación de la laguna existente a lo largo de los siglos es probablemente el punto más bajo de la ciudad con una altura de cuatro metros sobre el nivel del río. En épocas de crecidas del Guadalquivir era una de las primeras zonas anegadas de la ciudad. En el siglo XIX se inundó en repetidas ocasiones por el cierre de los husillos para evitar la entrada de las aguas del río que se encontraba a un nivel superior lo que a su vez impedía la evacuación del agua interior de la ciudad que terminaba inundándola. 
En 1961, durante la riada del Tamarguillo, la última gran inundación sufrida por la ciudad de Sevilla, fue una de las zonas anegadas en las que las aguas alcanzaron un nivel más alto. 
A principios del siglo XXI se puso en servicio un denominado «tanque de tormentas» de 24 metros de profundidad y una capacidad de 11 500 m³ para absorber las aguas de lluvia caída durante los periodos de precipitaciones intensas. Se utilizó para ello el antiguo recinto de la estación de metro de la Alameda ejecutada en los años setenta del XX.

## Edificio relevante

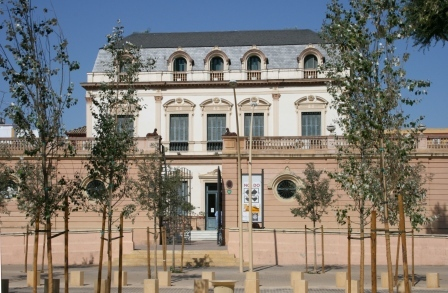
Casa de las Sirenas

Como edificio relevante se encuentra la Casa de las Sirenas, palacete del siglo XX, hoy edificio municipal utilizado como centro cívico, en el que se organizan exposiciones, cursos, talleres y actividades culturales y vecinales.